# Darío Cvitanich
Darío Cvitanich (Dario Cvitanić) (Baradero, 16. svibnja 1984.), argentinski je nogometaš hrvatskoga podrijetla. Igra na položaju napadača.

## Klupska karijera
Prvi nastup imao je za "Banfield" protiv "Olimpa" iz Bahie Blance 20. listopada 2003. godine. Proslavio se "hat-trickom" protiv "Newell's Old Boysa" 27. travnja 2007. godine koji je postigao u samo 17 minuta. U ljeto 2008. godine prešao je u nizozemski Ajax iz Amsterdama. 
U ljeto 2012. godine prešao je u redove francuske Nice. Od prosinca 2015. godine do 2017. godine Cvitanich igrao je za Miami FC.

## Reprezentativna karijera
Iako je rođen u Argentini odlučio je nastupati za hrvatsku nogometnu reprezentaciju. Cvitanich ipak nije ispunio sve FIFA-ine uvjete, te ne može igrati za Hrvatsku.

## Priznanja

### Klupska
Pachuca
- CONCACAF Champions League (1): 2009./10.

Ajax
- Eredivisie (1): 2010./11.

Boca Juniors
- Primera División (1): 2011. Apertura
- Copa Argentina (1): 2012.

## Nastupi po sezonama
| Sezona    | Klub     | Utakmica | Pogodaka |
| --------- | -------- | -------- | -------- |
| 2003./04. | Banfield | 1        | 0        |
| 2004./05. | Banfield | 2        | 3        |
| 2005./06. | Banfield | 11       | 5        |
| 2006./07. | Banfield | 17       | 9        |